# Syrphoctonus crassicornis
Syrphoctonus crassicornis là một loài tò vò trong họ Ichneumonidae.